# 검계
검계(劍契)는 글자 그대로 ‘칼을 차고 다니는 모임’이라는 뜻으로 조선 후기의 폭력 조직이다. 원래는 장례 비용을 충당할 목적으로 결성한 향도계(香徒契)에서 비롯한 비밀 조직으로  서얼이나 중인 등 관직을 통해 출세가 불가능한 사람들이 주 구성을 이루었다. 살략계(殺掠契) 또는 홍동계(鬨動契) 등으로도 불렸다. 노비가 주인을 죽이려고 맺은 조직인 살주계(殺主契)와 비슷한 시기에 나타난 반(反)사회 조직이기 때문에 함께 거론하는 때가 많으나, 서로 다른 조직으로 본다.

## 검계의 유래
검계가 언제부터 있었는지는 정확히 알 수 없다. 다만 숙종 때 처음으로 조정에서 그 존재를 알게 되었다. 1684년 2월 25일 민정중이 보고한 바에 따르면, 검계는 원래 향도계에서 출발하였다. 이때 향도계는 장례 비용을 충당할 목적으로 결성한 계이다. 무리를 모을 때 사람이 착하고 악함을 보지 않았는데, 어느 때에 형세에 의지하여 상여를 멜 때 소란을 피우고 폭력을 휘두르다 보니 자연히 도가(都家, 계를 맡는 집)에서는 그들을 숨겨주는 역할을 하게 되었고, 그렇게 도가를 중심으로 이루어진 무리가 바로 검계라고 하였다.

## 검계의 첫 기록
《조야회통》과 《숙종실록》에 따르면, 1684년(숙종 10년) 초에 왜의 국서가 온 뒤로 소란이 날로 심해져 동대문으로 나가는 피난민이 줄을 잇게 된다. 이 왜의 국서는 대마도주가 1683년 12월에 보냈는데, 그 내용은 명나라가 망한 뒤 대만을 근거로 삼던 반청 운동 세력 정금(鄭錦)이 조선으로 쳐들어온다는 것이었다. 이 근거 없는 말이 조야에 퍼지면서 한성이 어수선해진다.
그 뒤 어떤 때는 검계의 당원들이 모여 한밤중에 남산에 올라가 태평소를 불어 마치 군사를 모으는 것같이 하고, 어떤 때는 중흥동에 모여 진법을 익히는 것같이도 하였다. 그에 따라 그해 2월 12일 서울 시내의 무뢰배가 결성한 검계가 습진(진법을 익히는 군사 훈련)을 하여 서울 시민에게 공포감을 조성하고 있으니 처벌해야 한다고 좌의정 민정중(閔鼎重)이 주장한다.
좌의정 민정중이 말하기를, “도하(都下)의 무뢰배(無賴輩)가 검계(劍契)를 만들어 사사로이 서로 습진(習陣)합니다. 여리(閭里)가 때문에 더욱 소요하여 장래 대처하기 어려운 걱정이 외구(外寇)보다 심할 듯하니, 포청(捕廳)을 시켜 정탐하여 잡아서 원배(遠配)하거나 효시(梟示)하는 것이 어떠하겠습니까?” 하니, 임금이 신여철(申汝哲)에게 명하여 각별히 살펴 잡게 하였다.— 숙종실록 15권 2월 12일(무신)

## 검계의 소탕
《숙종실록》에 따르면, 1684년 2월 18일에 검계 가운데 십여 명이 포도청에 잡혀 들어왔는데, 그 가운데 ‘가장 패악한 자’는 칼로 제 살을 깎고 제 가슴을 베기까지 하는 등 그지없이 흉악한 짓을 한다고 민정중이 보고한다. 이에 민정중은 그들을 가볍게 다스리면 그 무리가 늘어나게 됨을 염려하여 중법(重法)으로 다스려야 한다고 건의한다. 또한 그해 3월 22일 향도들로 군정을 채우고 조례를 세워 폐습을 고쳐 달라고 청하자 그대로 따른다.

## 검계의 재발
한편 《조야회통》과 이원순(李源順)의 《화해휘편》(華海彙編)에 따르면, 영조 때에 이르러 다시 검계가 말썽을 피우자 1725년부터 1735년 사이에 포도대장이었던 장붕익(張鵬翼)이 검계를 일망타진하였다고 하였다.
그 뒤에도 1803년(순조 3년) 8월 9일 사간 이동식(李東埴)이 상소에서 검계를 언급하였다. 그해 8월 1일 검계의 무리가 떼를 지어 승지 최중규(崔重圭)의 집에 난입하여 최중규의 아들과 연로한 부녀를 구타한 사건이 일어난다. 그때 형조판서 채홍리(蔡弘履)가 범죄자들을 무겁게 의율(擬律)하지 않고 심상(尋常)하게 의율하여 파직되었다. 그리고 이동식도 채홍리를 아예 간삭(刊削)하고, 그를 추천한 이면긍(李勉兢)까지 귀양 보내야 한다고 청하려고 상소를 올렸다.

## 검계의 행태
검계가 주로 하는 일은 살인, 폭행, 겁탈, 약탈 등이다. 대개 폭력을 행동 강령으로 삼으며, 몸에 칼자국이 있거나 칼로 자해를 해야 한다는 점에서 폭력 숭상의 징표로 보기도 한다. 양반에게까지 꺼리낌 없이 폭력을 휘두르는 모습은 그들이 반사회적이며 반체제적임을 보여준다. 일부에서는 반봉건적으로 보기도 하나 대개는 단순히 반체제적이었다고 본다.
이규상이 쓴 〈장대장전〉에 따르면, 낮에 자고 밤에 돌아다니며, 안에는 비단옷을 입고 겉에는 낡은 옷을 입으며, 맑은 날에는 나막신을 궂은 날에는 가죽신을 신는 등 일상생활을 철저히 뒤집었다. 또한 삿갓 위에 구멍을 뚫고 삿갓을 내려쓴 뒤 그 구멍으로 사람을 내다봤다고 한다. 이규상에게 검계의 정보를 주었던 검계의 구성원이며 ‘집주름’ 인 표철주(表鐵柱)는 소싯적에 “용감하고 날래며 인물을 잘 쳤으며, 날마다 기생을 끼고 몇 말의 술을 마시는” 사람이었다.
또한 이규상의 기록대로라면 그들은 스스로 칭하기를 ‘왈자’라 하였다. 그러나 모든 왈자가 검계는 아니었다. 연암 박지원이 지은 〈광문자전〉의 주인공 광문(廣文)은 원래 거지 출신으로 신용을 쌓아 신의 있는 사람으로 널리 알려진 왈자였다. 〈광문자전〉에 뒤이은 〈서광문자전후〉에서 역모에 연루되어 옥에 갇혔다가 무고로 밝혀져 나오게 되었을 때 찾아가 이야기한 사람이 표망동, 곧 집주름 표철주였다. 이 둘은 모두 왈자였는데, 표철주가 반사회적인 폭력을 휘두름에 반해 광문은 폭력을 쓰되 반사회적인 방향으로 나아가지는 않았다.

## 평가
조선 시대의 민중 저항운동 세력이라고 보는 학자도 있으나, 대개는 단순한 반양반 세력이라고 본다.

## 참고 자료
- 강명관 (2004년 1월 5일). 〈조용한 아침의 나라를 뒤흔든 무뢰배들 | 검계와 왈자〉. 《조선의 뒷골목 풍경》 초 12쇄판. 서울: 푸른역사. ISBN 89-87787-74-5. |장=에 지움 문자가 있음(위치 22) (도움말)